# Jüdischer Friedhof (Randers)
Der Jüdische Friedhof Randers ist ein jüdischer Friedhof (dän. jødisk kirkegård) in Randers, einer Hafenstadt in Ost-Jütland in Dänemark. 
Der Friedhof, der sich zwischen Udbyhøjvej und Østervangsvej befindet, wurde im Jahr 1807 angelegt. Belegt wurde er bis 1963. Auf ihm befinden sich 358 namentlich bekannte Grabstätten.